# Сэндзи Курои
Сэндзи Курои (яп. 黒井　千次 Курои Сэндзи, род. 28 мая 1932 года) — японский писатель

, представитель литературного «поколения интровертов». Настоящее имя — Сюндзиро Осабэ (яп. 長部 舜二郎). Был членом жюри премий Акутагавы, Ито и Майнити, а также президентом Японской академии искусств (2014—2020). В 2008 году удостоен ордена Восходящего солнца. На русский язык переведена новелла «Нежданные гости».

## Биография
Родился в токийском Накано. Закончил экономический факультет Токийского университета. В 1955 году поступил на службу в компанию «Фудзи дзюкогё». Там же начал пробовать свои силы в литературе. Вступил в «Общество новой японской литературы» и в 1958 году дебютировал с рассказом «Голубой завод» (青い工場). Этот и последовавшие за ним небольшие произведения привлекли к себе внимание, и Курои, наряду с Рюдзо Саки и Кисё Накадзато, стал считаться одним из самых многообещающих пролетарских писателей. После публикации в журнале «Бунгакукай» рассказа «Механизм № 1» (メカニズムNo.1) закрепил за собой репутацию писателя, с глубоким психологизмом раскрывающего противоречия, составляющие остов повседневности заводских рабочих.
По словам самого Курои, необходимость писать возникла у него как реакция на стремительную утрату своего «я», которую он пережил, начав работать в компании; литература поэтому стала средством его воссоздания, разрешения конфликта между своей природой и ситуацией. Сама же работа стала не столько источником литературного материала (хотя повествование многих ранних произведений разворачивается в заводских реалиях), сколько стимулировала через повседневный опыт поиск онтологического смысла этой рутины, дала толчок к пробуждению осознания проблемности смысла существования.
Широкая известность к Курои пришла в конце 1960-х, когда он сначала был выдвинут на премию Акутагавы, а затем за рассказ «Время» (時間, 1969) был удостоен премии для дебютантов, курируемой Правительственным агентством по культуре. Из-за невозможности совмещать литературную деятельность с работой служащего в 1970 году уволился из компании.
Изменение жизненного уклада сказалось на смене характера произведений Курои, постепенно отошедшего от пролетарских тем. Дальнейшее развитие по пути отхода от социального в сторону интроспективного (отсюда причисление к «поколению интровертов»), стало своего рода естественной обратной реакцией на опыт работы в промышленном предприятии.

## Основные сочинения
- «Стадное существование» (群棲, 1984, премия Танидзаки),
- «Овация» (カーテンコール, 1994, премия Ёмиури),
- «Перья и крылья» (羽根と翼, 2001, премия Майнити),
- «День. Оковы сна» (一日 夢の柵, 2006, премия Номы).

## Издания на русском языке
- Нежданные гости // Современная японская новелла / Пер. Е. Рединой. — М.: Радуга, 1985. — С. 350—361.